# 박태영 (지휘자)
박태영(朴泰永, 1963년~ )은 대한민국의 지휘자이다. 일본 도쿄도에서 총련 간부의 아들로 태어났고, 도쿄예술대학에서 작곡을 전공했다. 아버지의 권유로 1984년부터 5년간 통신교육과 현지연수 형식으로 평양에 유학해 평양음악무용대학(현 김원균평양음악대학)에서 오일룡과 김병화에게 지휘를 배웠다.
1991년에는 러시아로 유학해 모스크바 차이콥스키 음악원에서 일랴 무신과 레오니드 니콜라예프 등에게 지휘를 배웠고, 유학 중 대한민국 국적을 취득했다. 1996년 상트 페테르부르크 교향악단을 지휘하면서 본격적인 활동을 시작했고, 1997년 베로니카 두다로바가 지휘하는 러시아 국립 교향악단에 러시아 최초의 외국인 부지휘자로 발탁되었다.
모스크바 청소년 관현악단, 조지아 국립 교향악단, 무지카 비바 사마라 국립 교향악단, 프라하 방송 교향악단, 아테네 국립 교향악단 등을 객원지휘했고, 1999년 3월 22일에 서울 바로크 합주단을 지휘해 첫 한국 공연을 가졌다. 이어 9월 11일에는 같은 악단과의 '윤이상 음악회'에서 윤이상 작품 중 최대 난곡으로 손꼽히는 '교착적 음향' 등의 곡을 한국 초연해 호평을 받았다.
2000년도에는 대한민국 최초로 서울시 유스오케스트라(서울시 청소년 교향악단)을 지휘해 한국 교향악단 최초로 북한 관현악곡인 청산벌에 풍년이 왔네를 단독으로 연주하여 호평을 받았다.
```
코리안 심포니 오케스트라
의 전임지휘자, 
전주 시립 교향악단
창원시립교향악단 상임지휘자를 역임했고, 
조선민주주의인민공화국
 
관현악
 작품과 푹스, 칼린니코프, 
글라주노프
, 셰드린, 스비리도프, 글리에르, 
쇼스타코비치
 등의 잘 알려지지 않은 레퍼토리들을 적극적으로 다루어 주목받고 있다.
```

현재 두다로바 러시아 국립 교향악단의 수석 객원지휘자와 중국 랴오닝 교향악단의 제1객원 수석지휘자로 활동하고 있다.
| 전임 장윤성 1999-2000 | 서울시 유스 오케스트라 단장 겸 상임 지휘자 2000- | 후임 현재 재직중 |